# 荒尾為就
荒尾 為就（あらお ためなり）は、江戸時代後期の鳥取藩家老。倉吉荒尾家8代。

## 生涯
明和8年（1771年）、鳥取藩家老荒尾厚就の子として生まれる。天明6年（1786年）12月、父の死去により家督と知行1万1000石を相続し、倉吉領主となる。家老として池田治道から池田慶徳まで7代の藩主に仕えた。
鳥取藩出身の歌人香川景樹とは親友で、為就自身も和歌を嗜み、寛政4年（1792年）に「藤川百首題詠草」を編纂した。
寛政5年（1793年）、御職家老（執政家老）となる。文化5年（1808年）5月、藩主斉稷初入国の供をする。文化14年（1817年）10月、江戸に出府し、将軍徳川家斉の十三男で藩主斉稷の養子となった斉衆を藩邸に迎える。文政12年（1829年）、長年の勤労を賞され、1000石の加増を受ける。文政13年（1830年）11月、御職家老を辞任する。
嘉永元年（1848年）、隠居して家督を世就に譲る。嘉永6年（1853年）死去、享年83。